# Tynningö
Tynningö – miejscowość (tätort) w Szwecji, w regionie administracyjnym (län) Sztokholm, w gminie Vaxholm.
Według danych Szwedzkiego Urzędu Statystycznego liczba ludności wyniosła: 380 (31 grudnia 2015), 363 (31 grudnia 2018) i 354 (31 grudnia 2019).